# Kirchheimer Mühle

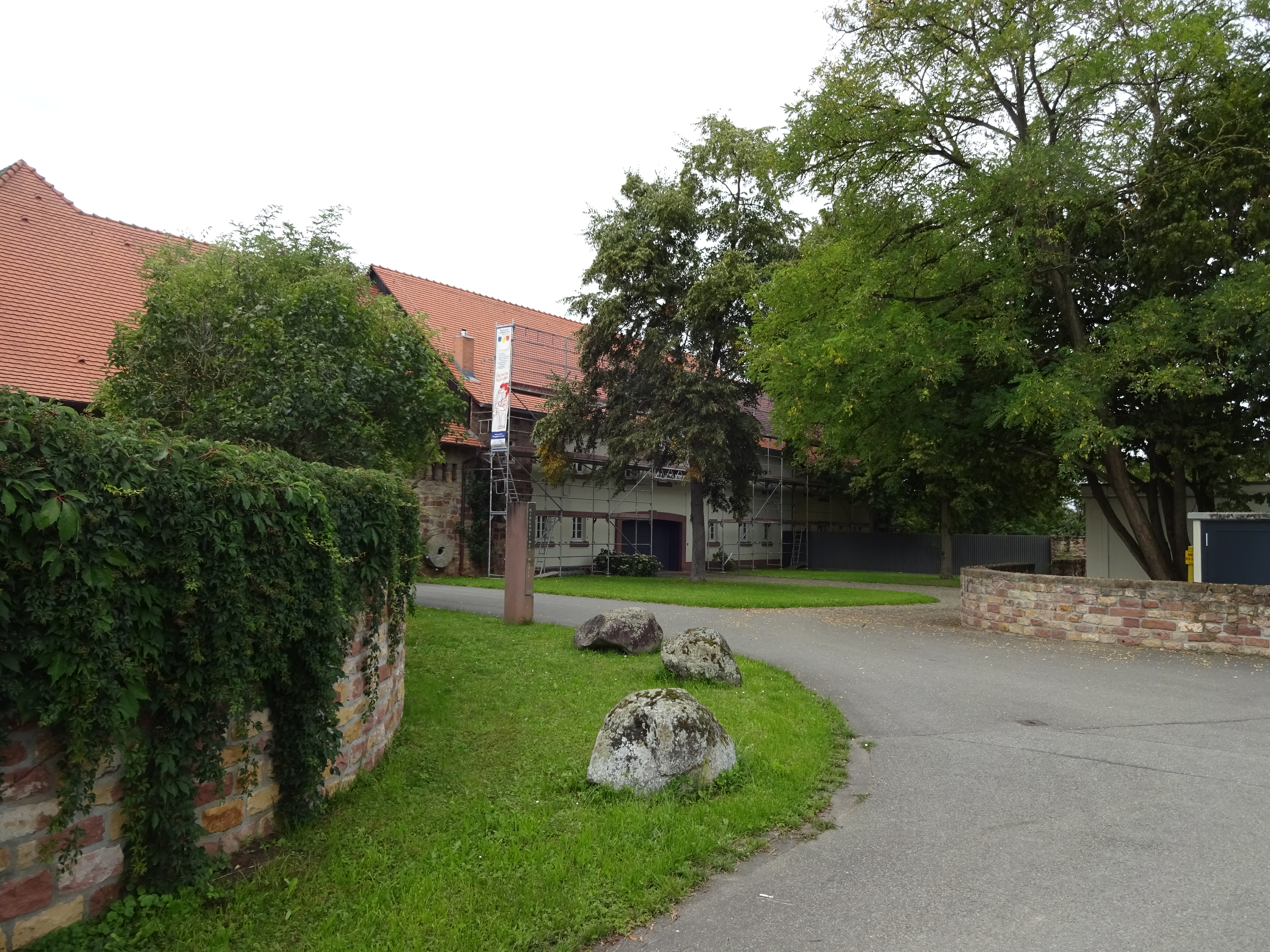
Kirchheimer Mühle

Die Kirchheimer Mühle, ehemals Bruchhäuser Mühle, ist ein Wohnplatz in Heidelberg, gelegen im Stadtteil Kirchheim. Ursprünglich war sie eine Wassermühle am Leimbach, heute dient sie Wohnzwecken.

## Lage
Der kleine Weiler liegt im südlichsten Bereich von Heidelberg in einem Zipfel der Gemarkung, der auf drei Seiten an diejenige von Sandhausen stößt. Der Hauptkomplex befindet sich auf der Nordseite des Leimbachs, zwei Einzelgebäude jenseits hiervon zwischen dem Leimbach und dem etwa 200 Meter südlich verlaufenden Landgraben. Der unmittelbar nördlich gelegene Mühlhof ist ein Aussiedlerhof, er gehört zu Sandhausen. Über zwei schmale Straßen ist die  Kirchheimer Mühle an das übrige Verkehrsnetz angeschlossen: nach Norden zur Landstraße von Leimen nach Schwetzingen, der ehemaligen L 600, nach Osten zur von Heidelberg nach Sandhausen führenden L 598.

## Geschichte
1711 erhielt der Oberjäger Johann Jakob Kaiser aus Bruchhausen die Erlaubnis, am südöstlichsten Ende der Gemarkung des Ortes, am Ufer des Leimbachs, eine Mahlmühle zu errichten und als Erbpächter zu betreiben. Er wurde hierfür von Abgaben aller Art und verschiedenen Zwangsdiensten  befreit, musste allerdings neben seiner jährlichen Pacht von 30 Gulden am Martinstag 25 Malter gemahlenen Getreides an den kurpfälzischen Hof abliefern. Da die Mühle wie auch der Ort Bruchhausen eine Hofdomäne waren, fielen sie nach Auflösung der Kurpfalz 1803 nicht nur territorial an das Kurfürstentum Baden, sondern auch in das direkte Eigentum des dortigen Herrscherhauses. Ab 1804 standen beide als Fideikommiss im gemeinschaftlichen Besitz der drei Söhne des Kurfürsten und späteren Großherzogs Karl Friedrich aus zweiter Ehe, der Grafen von Hochberg. 1830 wurde die Mühle dann an Privat verkauft, als Folge hiervon wechselte sie über in die Gemarkung Kirchheims. Damit verbunden war ein entsprechender Namenswechsel, der sich aber erst im Laufe der Zeit durchsetzte. Die Einwohnerzahlen blieben dabei konstant gering: 1845 waren es deren elf, bei der Volkszählung 1905 neun.
Der heutige Baubestand stammt überwiegend aus dem 19. und 20. Jahrhundert. 1854 errichtete der seinerzeitige Besitzer Schuh ein neues Hauptgebäude. Nach einem Brand entstand südlich des Baches eine neue Ölmühle, die 1898 zu einem Maschinengebäude umfunktioniert wurde. 1933 wurde die ehemalige Waschküche am Ende des Ostflügels zu einem zweigeschossigen Wohnhaus umgebaut. Die alte Hofpflasterung ist ebenso noch vorhanden wie der historische Brückenbogen zur gegenüberliegenden Seite des Baches.
Gemeinsam mit Kirchheim wurde auch die Kirchheimer Mühle 1920 nach Heidelberg eingemeindet. 1934 wurde der zugehörige landwirtschaftliche Betrieb von der Mühle abgespaltet. Letztere wurde 1965 von der Universität Heidelberg übernommen, die dort bis 2004 eine Tierfarm betrieb. In den folgenden Jahren wurde der unter Ensembleschutz stehende Hauptkomplex zu Wohnzwecken umgebaut.